# 하동중앙중학교
하동중앙중학교(河東中央中學校)는 대한민국 경상남도 하동군 하동읍 읍내리에 있는 공립 중학교이다.

## 학교 연혁
- 1961년 5월 1일 : 하동종합고등학교 병설중학교 인가
- 1972년 9월 4일 : 학칙 변경(하동중앙중학교로 교명 변경)
- 1978년 1월 16일 : 학칙 변경(남학생 수용)
- 1985년 2월 11일 : 학칙 변경 15학급 (특수학급 1)
- 1985년 12월 16일 : 신축교사 이전 (현위치)
- 1995년 3월 1일 : 학칙 변경 (남녀공학)
- 2016년 3월 1일 : 학칙 변경 8학급(특수학급 2)
- 2023년 2월 8일 : 제60회 졸업식(졸업생수 48명, 총 9,752명)
- 2023년 3월 2일 : 2023학년도 입학식(신입생 49명 남 33명, 여 16명)
- 2023년 9월 1일 : 제26대 김미정 교장 취임

## 참고 자료
- 하동중앙중학교 - 한국교육학술정보원 학교알리미